# الجمعية الاتحادية (النمسا)

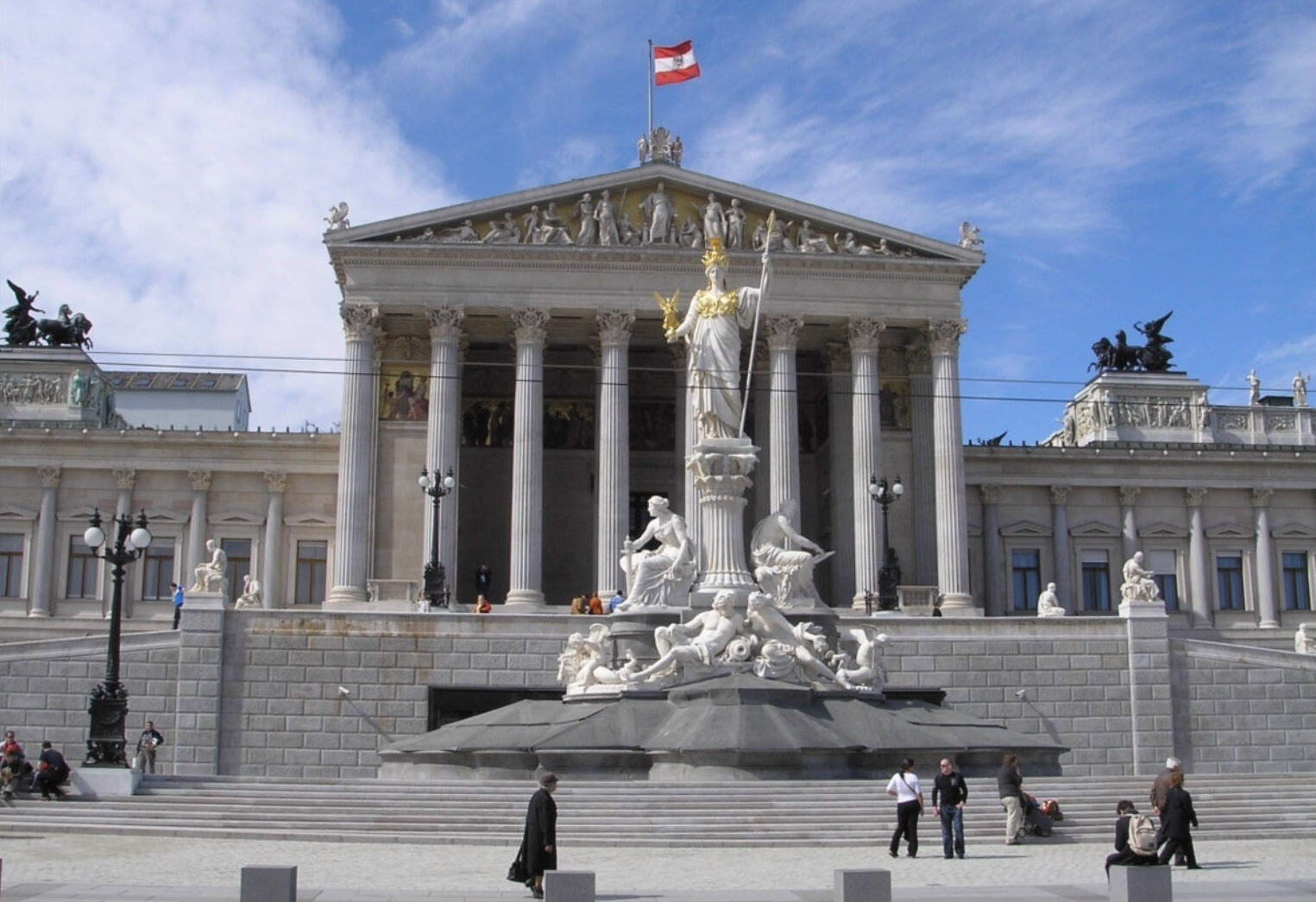
الجزء الخارجي من مبنى البرلمان النمساوي، تمثال بالاس أثينا، فيينا

اتفاقية الاتحادية هو الاسم الذي يطلق على جلسة مشتركة رسمية من مجلسي البرلمان النمساوي من مجلسين، المجلس الوطني والمجلس الاتحادي. ويرأس من قبل رؤساء غرفتي البرلمان يتناوبون يترأس جلساته.
وفقا للدستور النمسا، واتفاقية الاتحادية لا يعمل كهيئة تشريعية؛ الغرفتين تسن التشريعات، وحتى تعديل الدستور، ككيانات منفصلة بدقة. منذ عام 1945، وقد اجتمعت الجمعية فقط لأقسم الرئيس المنتخب من النمسا إلى السلطة.

## المهام
بينما خلال فترة ما قبل الحرب الأولى الجمهورية النمساوية، عقد Bundesversammlung لانتخاب الرئيس النمساوي، تم تنفيذ الانتخاب المباشر من قبل التعديل 1929. ولكن هذا الحكم لم يصبح ساري المفعول حتى عام 1951، عندما أصبح ثيودور كورنر أول رئيس منتخب انتخابا مباشرا من قبل الشعب النمساوي. منذ ذلك الحين، فإن المسؤولية الرئيسية هي أن يعقد لاحتفالية حلف اليمين للرئيس. اجتمعت مؤخرا في افتتاح ولاية ثانية هاينز فيشر الرئيس النمساوي كما في 8 يوليو 2010.
من الناحية النظرية، تعمل الاتفاقية الاتحادية أيضا كأداة من الضوابط والتوازنات؛ بناء على طلب من أغلبية الثلثين في المجلس الوطني، قد عزل الرئيس أمام المحكمة الدستورية، أو بناء على طلب من أغلبية الثلثين في المجلس الوطني اتخاذ قرار بشأن الاستفتاء أن يكون الرئيس عزله من منصبه. موافقة من Bundesversammlung سيلزم أيضا لحصانة الرئيس ضد الملاحقة الجنائية ليتم سحبها. وعلاوة على ذلك، بل هو أيضا المسؤول عن اعلان الحرب. لم يكن أي من هذه القوى، ومع ذلك، فقد تم حتى الآن تمارس.

## وصلات خارجية
- Federal Assembly - Website of the Austrian Parliament